# Down Low

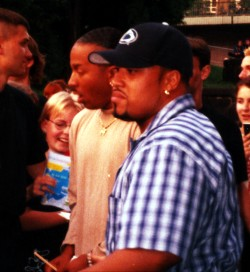
Down Low (1999)

Down Low ist ein deutsches Hip-Hop-Duo aus Kaiserslautern und eine der ersten Bands, die den Hip-Hop Mitte der 1990er Jahre zusammen mit Künstlern wie C-Block, Nana und A.K.-S.W.I.F.T. in eine „europäische“ Form brachten. Im Laufe der Jahre hatte die Band zahlreiche Charterfolge und Auszeichnungen, u. a. von Radio NRG, Radio RSH, GOLD-Verleihungen für die Singles „Johnny B.“ und „Once Upon A Time“ sowie zahlreiche Hits im In- und Ausland, insbesondere auch Italien (Gold für Album und Singles), sowie Frankreich Top10 für „Vision Of Life“.

## Geschichte
Die Band gründete sich im Dezember des Jahres 1995 in den K-Town-Studios von Kaiserslautern. Die Mitglieder waren damals der Rapper Joe Thompson, der unter anderem während des Zweiten Golfkriegs bei der US-Army gedient hatte und auch mit Rod. D von Fun Factory befreundet war, sowie der Sänger Darren Tucker. Ronald Bähr, Inhaber der Labels, insbesondere des K-Town Records Labels und Eigner des Studios arbeitete bei dem neuen Projekt als Produzent mit Volker Lindner und Daniel Gonschorek zusammen, später kam Harald Schubert noch hinzu (letztere beide UNIT Production aus Heidelberg). Die erste Single Don’t Look Any Further, eine Hip-Hop-Version des gleichnamigen Songs von Dennis Edwards und Siedah Garrett aus dem Jahre 1984, fand noch keine Beachtung. Der zweite Song Vision of Life hingegen wurde Mitte 1996 schnell zum Hit in mehreren europäischen Ländern und hielt sich 18 Wochen in den deutschen Singlecharts.
Kurz nach der Veröffentlichung von Vision of Life musste Darren Tucker die Gruppe verlassen. Sein Nachfolger wurde Mike Dalien. Bald darauf folgten das Album Visions sowie die Singles Murder über den Fall des O. J. Simpson, Potion und Lovething / We Do It Like That. Gemeinsam mit Flip Da Scrip entstand Nothing Like Viva, eine Lobeshymne auf den deutschen Musiksender VIVA unter dem Projektnamen Hip Hop Alliance.
Ende 1997 folgte das zweite Album It Ain’t Over. Der Song Johnny B., eine Coverversion der Hooters, wurde der bisher größte Hit von Down Low und kletterte bis auf Platz 4 der deutschen Singlecharts.
Im Frühjahr 1998 waren Down Low Mitbegründer der Rappers Against Racism, um Nachwuchssänger und -rapper (La Mazz, Trooper Da Don, Jay Supreme und andere) zu unterstützen und gleichzeitig auf den immer noch präsenten Rassismus in Deutschland hinzuweisen. Down Low selbst waren auf derer Version des Foreigner-Klassikers I Want to Know What Love Is zu hören, zogen sich jedoch anschließend wieder aus dem Projekt zurück.
Im Herbst 1998 veröffentlichten Down Low das Album Third Dimension. Die Single Once Upon a Time konnte an die vergangenen Erfolge anknüpfen; der wahrscheinlich traurigste Song der Gruppe enthielt Elemente aus der Filmmusik zu Spiel mir das Lied vom Tod von Ennio Morricone. Mit dem Nachfolger H. I. V. machte man auf die Gefahren des AIDS-Virus aufmerksam.
Nach der Veröffentlichung eines Greatest-Hits-Albums legte die Band eine Pause von 1½ Jahren ein, bevor 2001 das vierte Album The 4th Level erschien, welches im Vergleich zu den Vorgängern deutlich R&B-lastiger war. Mike Dalien verließ jedoch die Band aufgrund musikalischer Differenzen im Jahre 2001 zu Beginn der Arbeiten an The 4th Level. Sein Nachfolger wurde Erick „Rick“ Lamont Smith, der bereits in der Vergangenheit mit Down Low zusammengearbeitet und unter den Namen La Mazz und Dressman einige Solo-Singles veröffentlicht hatte. Da die deutsche Öffentlichkeit inzwischen das Interesse an Eurorap verloren hatte, konnten Down Low hier keine weiteren Erfolge mehr feiern. 2002 veröffentlichte die Plattenfirma einen Remix von Murder mit Samples des US-Rappers Warren G.
2003 erschien eine DVD unter dem Titel Visions – The Singles 1997–2003. Im Herbst 2003 erschien die Single Living in the Ghetto, welche stilistisch stark an In da Club von 50 Cent erinnert.
Im April 2005 verkündete Joe, man habe den Streit mit Shift beigelegt und würde wieder gemeinsam an neuem Material arbeiten. Als Vorbote des neuen Albums Return of the Trendsetter erschien am 27. Oktober 2006 der Song Every Day (MMMM), der mit einem Sample der Crash Test Dummies unterlegt wurde. Als weitere Singles wurden Start the Riot und Africa (feat. Scream Factory) veröffentlicht.
Das Jahr 2010 brachte die Rückkehr von Mike Dalien. Am 11. Februar 2011 erschien der Sampler Legends-and-Diamonds, auf dem Down Low mit weiteren europäischen Rappern zu hören sind. 2013 veröffentlichte der deutsche DJ Steve Cypress zusammen mit Down Low die Single Party 2 Night. Am 23. Mai 2014 erschien die Comeback-Single Friday Night. Im Jahre 2017 wurde die Nachfolgesingle Fields of Gold veröffentlicht. 2022 erschien die Single "Fire & Gold" zusammen mit Sänger Benny Bizzie. Mike Dalien verließ die Gruppe mittlerweile wieder, sodass Down Low nur noch aus Rapper Joe Thompson besteht.

## Diskografie

### Studioalben
| Jahr | Titel                     | Höchstplatzierung, Gesamtwochen, AuszeichnungChartplatzierungen (Jahr, Titel, Platzierungen, Wochen, Auszeichnungen, Anmerkungen) | Höchstplatzierung, Gesamtwochen, AuszeichnungChartplatzierungen (Jahr, Titel, Platzierungen, Wochen, Auszeichnungen, Anmerkungen) | Anmerkungen                             |
| Jahr | Titel                     | DE | AT | Anmerkungen                             |
| ---- | ------------------------- | --- | --- | --------------------------------------- |
| 1996 | Visions                   | DE77 (5 Wo.)DE | — | Erstveröffentlichung: 14. Oktober 1996  |
| 1997 | It Ain’t Over             | DE37 (8 Wo.)DE | AT47 (1 Wo.)AT | Erstveröffentlichung: November 1997     |
| 1998 | Third Dimension           | DE84 (1 Wo.)DE | — | Erstveröffentlichung: 16. November 1998 |
| 2001 | The 4th Level             | — | — | Erstveröffentlichung: 2001              |
| 2006 | Return of the Trendsetter | — | — | Erstveröffentlichung: 2006              |

### Kompilationen
- 1998: Singles Collection
- 1999: Best Of
- 2004: Down Low & Friends
- 2005: Greatest Hits

### Singles
| Jahr | Titel Album                        | Höchstplatzierung, Gesamtwochen, AuszeichnungChartplatzierungen (Jahr, Titel, Album, Platzierungen, Wochen, Auszeichnungen, Anmerkungen) | Höchstplatzierung, Gesamtwochen, AuszeichnungChartplatzierungen (Jahr, Titel, Album, Platzierungen, Wochen, Auszeichnungen, Anmerkungen) | Höchstplatzierung, Gesamtwochen, AuszeichnungChartplatzierungen (Jahr, Titel, Album, Platzierungen, Wochen, Auszeichnungen, Anmerkungen) | Anmerkungen                                                                                       |
| Jahr | Titel Album                        | DE | AT | CH | Anmerkungen                                                                                       |
| ---- | ---------------------------------- | --- | --- | --- | ------------------------------------------------------------------------------------------------- |
| 1996 | Vision of Life Visions             | DE19 (18 Wo.)DE | — | — | Erstveröffentlichung: Mai 1996                                                                    |
| 1996 | Murder Visions                     | DE25 (17 Wo.)DE | — | CH38 (7 Wo.)CH | Erstveröffentlichung: September 1996                                                              |
| 1996 | Nothing Like Viva Visions          | DE91 (1 Wo.)DE | — | CH46 (3 Wo.)CH | Erstveröffentlichung: 19. September 1996 Hip Hop Alliance feat. Down Low und Flip Da Scrip        |
| 1997 | Potion Visions                     | DE37 (9 Wo.)DE | — | — | Erstveröffentlichung: Januar 1997                                                                 |
| 1997 | Lovething Visions                  | DE82 (6 Wo.)DE | — | — | Erstveröffentlichung: April 1997                                                                  |
| 1997 | Moonlight It Ain’t Over            | DE35 (11 Wo.)DE | — | — | Erstveröffentlichung: Juli 1997                                                                   |
| 1997 | Johnny B It Ain’t Over             | DE4 (18 Wo.)DE | AT13 (13 Wo.)AT | CH8 (17 Wo.)CH | Erstveröffentlichung: 22. Oktober 1997                                                            |
| 1998 | I Want to Know What Love Is –      | DE36 (9 Wo.)DE | AT20 (11 Wo.)AT | — | Erstveröffentlichung: März 1998 Rappers Against Racism feat. Down Low, La Mazz und Scream Factory |
| 1998 | Hit Me Right It Ain’t Over         | DE95 (2 Wo.)DE | — | — | Erstveröffentlichung: Mai 1998                                                                    |
| 1998 | Once Upon a Time Third Dimension   | DE4 (15 Wo.)DE | AT7 (12 Wo.)AT | CH6 (12 Wo.)CH | Erstveröffentlichung: 12. Oktober 1998 mit Heike Barth                                            |
| 1998 | Last Christmas –                   | DE24 (5 Wo.)DE | — | — | Erstveröffentlichung: 23. November 1998 Rap Allstars feat. Down Low & Leroy Daniels               |
| 1999 | H. I. V. Third Dimension           | DE53 (5 Wo.)DE | — | — | Erstveröffentlichung: März 1999                                                                   |
| 1999 | So Long Goodbye... Third Dimension | DE64 (4 Wo.)DE | — | CH49 (2 Wo.)CH | Erstveröffentlichung: 26. Mai 1999                                                                |
| 2001 | Don’t You The 4th Level            | DE99 (1 Wo.)DE | — | — | Erstveröffentlichung: Februar 2001                                                                |

Weitere Singles
- 1995: Don’t Look Any Further
- 1999: Thank You
- 2001: Wouldn’t It Be Good (feat. La Mazz)
- 2002: La Serenissima
- 2003: Living in the Ghetto
- 2005: Every Day (Mmmm)
- 2006: Start the Riot
- 2007: Africa
- 2013: Party 2 Night (Steve Cypress feat. Down Low und Rob Money)
- 2014: Friday Night
- 2017: Fields of Gold
- 2022: Fire & Gold (feat. Bennie Bizzie)